# Finley (Wisconsin)
Finley es un pueblo ubicado en el condado de Juneau en el estado estadounidense de Wisconsin. En el Censo de 2010 tenía una población de 97 habitantes y una densidad poblacional de 0,97 personas por km². Está situado sobre el curso medio del río Wisconsin. 

## Geografía
Finley se encuentra ubicado en las coordenadas 44°11′37″N 90°6′58″O / 44.19361, -90.11611. Según la Oficina del Censo de los Estados Unidos, Finley tiene una superficie total de 99.92 km², de la cual 99.14 km² corresponden a tierra firme y (0.79%) 0.78 km² es agua.

## Demografía
Según el censo de 2010, había 97 personas residiendo en Finley. La densidad de población era de 0,97 hab./km². De los 97 habitantes, Finley estaba compuesto por el 97.94% blancos, el 0% eran afroamericanos, el 2.06% eran amerindios, el 0% eran asiáticos, el 0% eran isleños del Pacífico, el 0% eran de otras razas y el 0% pertenecían a dos o más razas. Del total de la población el 0% eran hispanos o latinos de cualquier raza.